# 沈阳公交
沈阳公交系统目前由公共汽车、有轨电车和地铁轨道交通组成。
此前，沈阳曾在1908年至1925年有马拉铁道运行，1924年至1974年期间有旧有轨电车系统运营，1951至1999年期间有无轨电车运营。有轨电车的运营在2013年8月15日随着浑南有轨电车的试运营而恢复。

## 概况
截至2022年6月，沈阳市公共交通系统由公共汽车，现代有轨电车和地铁组成，共有公共汽车线路近300条，地铁线路4条，有轨电车线路5条，另有多条沈阳与抚顺之间的“雷锋号”公交化运营城际班线。
盛京通卡可在沈阳的大多数市区公交线路、全部地铁线路和有轨电车线路上使用，但部分卡种有使用范围限制。同时，除现金支付和盛京通卡支付外，大部分公共交通工具支持移动支付或NFC支付等其它支付方式。
老年人、学生或特殊群体持盛京通卡的特定卡种乘坐公共交通工具可享受一定的优惠，其中老年人可凭关爱卡或夕阳红卡在支持盛京通卡的公共交通工具上享受半价或免费乘坐的优惠，残疾乘客可凭爱心卡免费乘坐公共交通工具，沈阳市中小学生可凭学生消费卡享受公交及地铁票价4折优惠。

## 历史
沈阳从1907年（清光绪三十三年）开始建设公共交通系统。1907年10月18日，中日合办的马车铁道有限公司开始铺设轨道，起点是奉天旧站（今老道口），终点是小西边门（今市府广场附近）。1925年拆除。1919年3月，沈阳开始了公共汽车的运营，并一直延续至今，构成了沈阳公交系统的主体。1924年3月，沈阳开始创办有轨电车，1925年10月完成由怀远门经太清宫至小西边门的首条线路并通车。1974年7月3日停止运营。1951年，沈阳修建无轨电车系统，并于当年10月1日开始运营，1999年7月1日停止运营。2005年10月18日，沈阳地铁一号线开始施工建设，2010年10月1日起开始试运营。

### 马车铁道

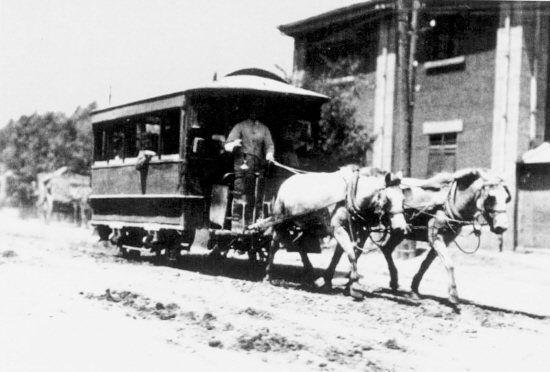
沈阳最早的公交——马拉铁道

沈阳最早的公共交通系统是马车铁路。马拉铁道19世纪由美国人发明，日本于1887年引入并在东京开设了服务，1903年由有轨电车取代。1907年2月，时任奉天商部议员、局长、参事官等6人，联名向盛京将军赵尔巽呈文，推荐赵清玺招股创办“马车铁道”。在日本总领事馆干预下，盛京将军赵尔巽决定，与日商合办沈阳马拉铁道。其设备从日本财团大仓组购得的日本淘汰器材。1907年10月18日，轨道开始铺设，并于1908年开始运营奉天旧站（今老道口），经十间房、北市场至小西边门的线路。
第一区马车铁道通车后，小西边门至小西门的第二区马车铁道相继建成通车，营业线路长达4.03公里；当时有马车27辆，马73匹。1910年，南满铁路新奉天驿（今沈阳站）建成。马车铁道随之向南延长1.2公里至5.23公里；当时有马车29辆，马200匹；每天往返运行160次，日平均运客量7000多人次。
1922年10月，合资经营契约到期，双方开始谈判善后事务。1924年5月26日，当时的奉天省政府发布声明，拒绝继续中日合办马拉铁道，后续经营由市政公所独资经营。1925年8月，沈阳的马拉铁道全部拆除，结束了运营。

### 公共汽车
沈阳从1919年3月开始有汽车用于公共交通，1923年开办了中日合资的公共汽车公司，至1931年九一八事变以前，全市共有10条线路，52辆车；1931年9月至1945年的日占时期，经营以日资为主；国民党统治时期，由“公共汽车管理处”这家官办企业运营，因经济崩溃，1948年7月倒闭；东北人民解放军接管沈阳之后，于1949年1月9日恢复了沈阳市区公共汽车通车。之后，公共汽车服务持续发展至今，目前公共汽车已经成为沈阳公共交通的主体组成部分。沈阳在2007年2月14日至2011年7月31日期间设有通宵公交，2007年5月1日至2011年7月31日之间设有午夜公交线路。在1999年8月至2009年期间，沈阳曾有空调公交车运营，随后曾一度取消空调公交车运营，但仍保留相关物价标准。2015年12月起，沈阳公交开始逐步更换空调车型，同时空调公交线路票价也上涨为2元。
截至2022年6月，沈阳市内大部分公交线路均使用空调车型，且除少数线路外均为无人售票车。票价标准上，市区非空调公交线路票价1元，市区空调公交线路票价2元，通往郊区的部分线路以及公交化市郊客运班线实行1元或2元起价的分段票价。另外，各个公交公司还支持不同类型的移动支付方式（请见下文说明）。
| 线路     | 总站       | 始发站发车时刻                                                          | 全程时间 | 备注                         |
| -------- | ---------- | ----------------------------------------------------------------------- | -------- | ---------------------------- |
| 通宵一线 | 南一马路   | 23:00 23:30 24:00 01:00 02:00 03:00 04:00 04:30                         | 50分钟   | 单向环线，南一马路开往沈阳站 |
| 通宵二线 | 沈阳站     | 23:00 23:30 24:00 01:00 02:00 03:00 04:00 04:30                         | 50分钟   | 单向环线，沈阳站开往南一马路 |
| 通宵三线 | 沈阳北站   | 22:40 23:10 00:10 01:00 02:00 03:00 04:00 04:40 05:20                   | 30分钟   | 无                           |
| 通宵三线 | 东北汽配城 | 22:00 22:30 23:00 24:00 01:00 02:00 03:00 04:00 04:40                   | 30分钟   | 无                           |
| 通宵四线 | 张官       | 20:30 21:04 21:36 22:22 22:58 23:34 00:10 01:10 02:10 03:10 04:10 04:30 | 48分钟   | 2010年11月起取消             |
| 通宵四线 | 沈阳北站   | 21:30 22:00 22:30 23:14 23:50 00:26 01:00 02:00 03:00 04:00             | 48分钟   | 2010年11月起取消             |
| 通宵五线 | 沈阳站     | 22:50 23:20 24:00 01:10 02:20 03:30 04:30                               | 30分钟   | 无                           |
| 通宵五线 | 三台子     | 22:20 22:50 23:30 00:40 01:50 03:00 04:00                               | 30分钟   | 无                           |

### 有轨电车
1924年3月，沈阳开始创办有轨电车，1925年10月完成由怀远门经太清宫至小西边门的首条线路并通车。1925年11月，小西边门至西塔段的有轨电车通车。1926年中日合资的有轨电车通车，起点是奉天火车站，终点是小西边门。20世纪20年代至1945年日占时期结束，沈阳共有6条有轨电车线路经营。

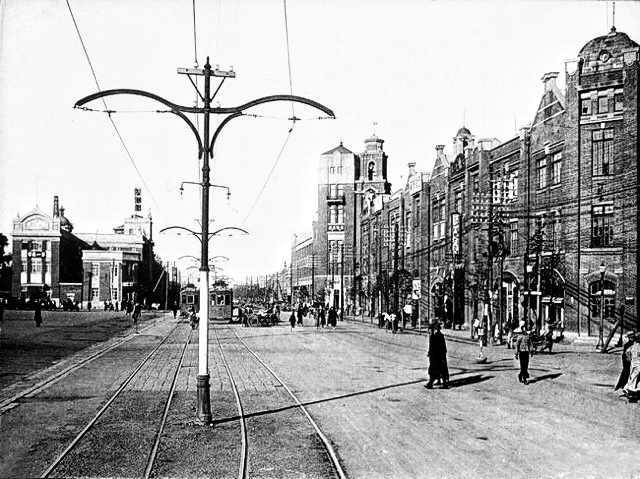
1930年代奉天驿（今沈阳站）前的电车轨道和有轨电车

1945年日本战败后，国共两党在沈阳拉锯交战，有轨电车运行受到极大冲击。国共内战期间的1946年1月12日，全市电源断绝造成当日电车停驶。1947年10月5日，市区电力不足，铁西、大东两处电车再次停驶。1948年11月，国民党在沈阳战败，撤出市区，连日派飞机在市区轰炸、扫射，致使沈阳全程24.6公里的6条有轨电车再次全部停运。中国人民解放军沈阳特别市军事管制委员会组织抢修，1948年11月6日大东门至沈阳站的线路开通；1948年12月12日，6条线路全部恢复。
中华人民共和国成立之后，沈阳的有轨电车系统逐渐被无轨电车和公共汽车所取代。1974年8月1日，沈阳站到太清宫的有轨电车线路被拆除，沈阳原有的有轨电车系统告别了历史舞台。
2011年12月1日，沈阳市宣布计划于2012年3月建设“浑南新区现代有轨电车项目”，计划开设5条线路，全长65公里，2013年4月份试运行，2013年6月正式投入使用 。2012年2月17日，该项目开工兴建，一期建设的线路减为4条，全长减为约60公里。2013年8月15日，沈阳浑南新区现代有轨电车开始载客试运营。
截至2022年6月，沈阳有轨电车共有5条线路运作，除服务沈阳市浑南区外，还将服务范围扩展至沈抚示范区。

### 无轨电车
1951年，当时的沈阳市建设局开始兴建无轨电车系统，首条线路从沈阳站经由中山路、中街，终点为大南门，并于9月30日开通。其后，沈阳的无轨电车系统陆续兴建，在有轨电车于1974年8月全部停运时，已经有10条无轨电车线路投入运行。1987年9月30日，南塔至陵东的18路无轨电车开通运营。1988年10月8日，沈阳站至南塔的19路无轨电车开通，并于1989年1月16日延长至泉园小区。这是沈阳最后一条新开的无轨电车线路，当时沈阳共有17条无轨电车运营，路号分别为环路、2环路、3路、5-16路、18路和19路。4路是空号，17路是电车公司运营的公共汽车线路。
1995年沈阳电车公司和汽车公司合并组建沈阳客运集团后，连接沈阳站和沈阳北站的5路电车因为与其它四条公共汽车线路重复而停运，9路电车因线路与7路无轨电车和8路无轨电车过于重复而停运。1997年4月29日，由于11路无轨电车运行中并行线路过多，造成交通堵塞，该线路改为华龙牌大客车运行的公共汽车线路。因沈阳市修建“大二环”工程而拆除了重工街的电车线缆，8路无轨电车于1998年5月1日改为公共汽车运行。同年，13路电车因与其他线路重复而停运，14路无轨电车改为公共汽车运行。
1998年8月12日，沈阳环路无轨电车在陆军总院车站发生了脱线触及高线电线的恶性事故，车上弓杆突然从线路上脱落，打在附近一条1.1万伏的高压线上，造成车体带电，5名乘客擅自下车时因跨步电压触电身亡，多人受伤。 该事故加速了沈阳市的“电改汽”工程，最后的11条电车线路于1999年5月23日至6月20日期间全部取消，改为公共汽车运行。

### 地铁
1940年日军占领沈阳期间，日本大坂电气化局编制了4条线路52公里的“奉天地铁线网规划和设计”，但未能付诸实施。
中华人民共和国建国后沈阳多次开工兴建地铁：
- 1965年在东山嘴子（赵家沟）建设斜井，因文化大革命而停工
- 文革期间开工，短期后因不明原因停工
- 1974年至1982年开工修建设计线路为“赵家沟—陶瓷厂—冶金局—沈阳东站—大西菜行—市委—交通银行—太原街—铁西广场”的地铁线路，1982年市政府因资金问题下令停工封井，用水将赵家沟、陶瓷厂、冶金局地下已经打通的全长约3公里的地铁通道填满。[26]
- 1993年，沈阳再次筹建地铁，工程可行性研究报告已获得国务院批准，但因不明原因没有实施

1998年沈阳恢复地铁筹建工作，并于1999年12月向国家提出地铁立项申请，最终于2005年11月7日获得国家发改委批复， 2005年11月18日沈阳地铁开工兴建，2010年10月起试运营。沈阳地铁二号线于2011年12月30日起开通试运行。沈阳地铁九号线和十号线也已于2019年5月25日和2020年4月29日开通运营。

## 现状
沈阳的公共交通系统目前由公共汽车和地铁组成。目前有十余家公司经营市区及近郊公共汽车，还设有沈抚城际公交和机场巴士线路。

### 地铁
沈阳地铁于2010年10月开始投入运营。截至2025年6月，沈阳地铁有6条线路运营。目前沈阳地铁实行里程分段计价票制，起步价2元6公里，每增加1元可继续乘坐4、4、7、7、10、10公里，换乘按照累计里程数及两站之间的最短距离计算费用，7元封顶。如使用盛京通普通消费卡，可以享受单程票价的9折优惠；在沈阳市就读的中小学生持盛京通中小学生消费卡可享受单程票价的4折优惠；60至69岁老年人持关爱卡乘坐地铁享受半价优惠；70岁以上老年人持夕阳红卡及残疾乘客持爱心卡可免费乘坐地铁。此外，使用盛京通APP，微信或支付宝的沈阳地铁乘车码，或凭银联卡（以及支持银联手机闪付的设备）也可乘坐沈阳地铁。
| 线路   | 总站     | 总站     | 开通试乘1  | 售票试运营2 | 总里程     | 站数 | 走向       |
| ------ | -------- | -------- | ---------- | ----------- | ---------- | ---- | ---------- |
| 1号线  | 十三号街 | 双马     | 2010-09-27 | 2010-10-08  | 43.8公里   | 32   | 西->东     |
| 2号线  | 蒲田路   | 桃仙机场 | 2011-12-30 | 2012-01-09  | 45.58公里  | 33   | 北->南     |
| 3号线  | 李达     | 南李官   | 2024-12-30 | 2024-12-30  | 23公里     | 14   | 西->东     |
| 4号线  | 正新路   | 创新路   | 2023-09-29 | 2023-09-29  | 34.112公里 | 23   | 北->南     |
| 9号线  | 怒江公园 | 建筑大学 | 2019-05-25 | 2019-05-25  | 29公里     | 23   | 西北->东南 |
| 10号线 | 丁香湖   | 张沙布   | 2020-04-29 | 2020-04-29  | 27.21公里  | 21   | 西北->东南 |

注释：
- 1 沈阳地铁1号线和2号线开通试运行初期，不对公众售票，仅向获得免费试乘券的市民开放
- 2 正式对公众售票试运营的日期

### 公共汽车

#### 简介
公共汽车是沈阳最主要的公共交通工具，沈阳市区及近郊有200多条公共汽车线路运营，由十余家互相参股的公司运营。 沈阳市区及近郊公交主要采用3位阿拉伯数字编号。大多数1字头线路，所有2字头线路及部分3字头线路，523路、800路、环路、铁西新区1线、铁西新区2线、浑南新区1线、预备役号专线等文字路号线路为市区普通线路；少数1字头线路，大多数3字头线路及501路为郊区线路，由市中心开往各郊区地区；7字头为沈阳市的市辖远郊区辽中区及县级市新民市的区内公交线路（719路除外，该线路为于洪区交通局开设的区内公交线路）；V字头及305路为微循环线路，大部分作为地铁接驳线或末端接驳线使用；由于历史传承，501、523、800等3条线路路号特殊，但编号已无特殊含义。
除以上线路之外，于洪区，苏家屯区及沈北新区也开设了若干K字头的公交化客运班线，其中主站位于于洪区的线路使用K5XX路号（原使用7字头路号，后部分线路改为1字头市区线路，剩余线路使用K5字头；K507路除外，该线路属沈北新区公交化客运班线），主站位于苏家屯区的线路使用K8XX路号，主站位于沈北新区的线路使用K7XX路号。

#### 公交运营公司
沈阳客运集团关联公司
1995年10月19日，沈阳客运集团成立，由沈阳客运集团公司、沈阳出租汽车股份有限公司、沈阳出租汽车有限责任公司、沈阳天龙金卡有限公司等公司组成。其中公交企业“沈阳客运集团有限公司”（通称“客运集团”）在2005年之前是沈阳公交的核心企业。此后因康福德高收购兴华及南塔公司，掌握控股收购康利公司等原因，客运集团自营的市区公交公司一度仅剩黄河公司一家，但后期客运集团陆续将部分公司的经营权进行收编及收购。2009年，沈阳客运集团被划归国资委管理，后并入沈阳城投集团。
截至2024年9月，沈阳客运集团有限公司共设置8家公交运营子（分）公司，此外在沈北巴士、地铁公交等公交企业中持有不同比例的股份，同时管理同属城投集团旗下的经纬巴士公司。
客运集团各关联公司的配车可根据分公司需要进行调配，其中“一套人马两块牌子”的公司通常在公司内部调整配车（该组合共有四组：通利公司与康龙公司、沈苏公司与鑫畅巴士公营线路、一分公司与二分公司、通运公司与经纬巴士），少数情况下可跨分公司甚至跨公交企业调整配车（如沈北巴士出现177路使用原属安捷巴士（沈北巴士股东）的配车，而121路等线路使用客运集团黄河公司的支援车辆的情况；二分公司261路及264路和通运巴士135路及252路亦曾使用当时尚未归属客运集团管理，但同属城投集团旗下企业的经纬巴士配车）。
- 沈阳通利公共交通有限公司 （客运集团1公司，简称通利公司）

该公司成立于2000年，最初为沈阳客运集团与香港康利发展有限公司合资的公司，运营原客运集团沈海公司线路。2008年，香港康利发展有限公司撤资，通利公司变为国有全资。2023年，康龙公司日常管理转由通利公司负责，两公司配车可根据需要进行内部调动。该公司所经营线路均为市区无人售票空调线路，票价2元，除汽车城专线（票价2元，只能使用现金乘车）外均可使用现金、盛京通卡、微信支付宝乘车码和银联闪付（含银行卡、手机闪付及云闪付APP）支付车资。
- 沈阳客运集团有限公司黄河公共汽车分公司（客运集团2公司，简称黄河公司）

该公司成立于1996年，系沈阳客运集团成立时即有的市区公交公司。根据2005年客运集团与新加坡康福德高集团的子公司康福德高（中国）私人有限公司的合同，该公司原计划与兴华公司和南塔公司一同转让给康福德高经营。但2006年9月，因黄河公司的公交司机对企业改制不同意而导致企业与外资未能达成最终协议，造成黄河公司没有划归康福德高，从而继续由沈阳客运集团经营。该公司所经营线路中381/393/396路三条线路为分段收费线路，其余线路均为市区无人售票空调线路，票价2元。公司所有线路可使用现金、盛京通卡（除381/393/396路）、微信支付宝乘车码（381/393/396路使用乘客自行扫码付款形式）和银联闪付（含银行卡、手机闪付及云闪付APP，除381/393/396路）等方式支付车资。
- 沈阳客运集团有限公司沈苏公共汽车分公司（客运集团3公司，简称沈苏公司）

该公司始建于1984年10月，最初的名称是“沈阳公共汽车公司汽车一场七车队”，初期只经营324、327两条郊区苏家屯通往沈阳站的线路，并于1995年改制为现名，2009年起开始开通1字头市区公交线路。2023年，鑫畅巴士日常管理转由沈苏公司负责，所有线路（除128路等少部分线路外）统一使用“客运集团3”名称，配车亦可根据需要调动。该公司的线路均为无人售票空调线路，其中324与327两条线路实行2-3元的分段计费票价，可使用现金，盛京通卡和车内二维码支付车资；其余线路票价2元，可使用现金、盛京通卡、微信支付宝乘车码和银联闪付（含银行卡、手机闪付及云闪付APP）支付车资。
- 沈阳客运集团有限公司鑫畅巴士分公司（客运集团4公司，简称鑫畅巴士）

该公司成立于2007年8月，最初作为沈阳郊区已收归国有的小公汽线路的经营和管理公司，2017年起开始经营市区公交线路。2023年，该公司的管理部门与沈苏公司合并，分段售票线路统一使用“客运集团3”名头。所经营线路中，383-397路为分段售票，只能使用现金及二维码扫码支付方式支付车资，其中383路、385路及397路由私营车主运营，鑫畅巴士只作为管理公司提供服务；其余线路均为市区无人售票空调线路，票价2元，均可使用现金、盛京通卡、微信支付宝乘车码和银联闪付（含银行卡、手机闪付及云闪付APP）支付车资。
- 沈阳客运集团有限公司二分公司（简称二分公司）

该公司的前身沈阳沈鑫巴士有限公司（客运集团5公司）成立于2003年末，为一家股份制企业。2021年7月起，由于内部管理及客运集团改组原因，该分公司处于资产冻结状态，其名下线路由客运集团以新注册的全资子公司“客运集团二分公司”名义运营，配车则由通利、黄河、沈苏、通运、康龙等五家客运集团全资公司及经纬巴士支援。2023年，该公司的管理部门与一分公司合并。该公司所经营线路均为市区无人售票空调线路，票价2元，均可使用现金、盛京通卡、微信支付宝乘车码和银联闪付（含银行卡、手机闪付及云闪付APP）支付车资。
- 沈阳客运集团有限公司一分公司（简称一分公司）

该公司的前身沈阳天益巴士有限公司（客运集团6公司）成立于2006年5月，是由沈阳客运集团公司、沈阳运输集团有限公司、丹东东运集团有限公司、辽宁北方快速货运集团有限责任公司四家大型交通企业联合组建成立的股份制企业，其中沈阳客运集团持股31%，注册资金3000万元，最初经营线路为公营化的私营公交线路及小公汽线路整并而来的大公交线路，后期也开始开通新线路运营。2021年7月起，由于部分股东提出公司旗下线路罢运的要求，该分公司旗下线路被移交客运集团新成立的全资子公司客运集团一分公司，并以该公司名义代运，配车则由通利、黄河、沈苏、鑫畅、通运、康龙等六家客运集团全资公司支援。2023年，该公司的管理部门与二分公司合并。该公司经营的大部分线路为票价2元的无人售票线路，均可使用现金、盛京通卡、微信支付宝乘车码和银联闪付（含银行卡、手机闪付及云闪付APP）支付车资；部分郊区线路（168路，326路，328路，329路，382路，399路及观光一线）则实行2元起价，3元或4元封顶票价的分段计费模式，可使用现金、盛京通卡（382路及399路除外）和二维码扫码方式支付车资。
- 沈阳沈北巴士有限责任公司（客运集团7公司，简称沈北巴士）

该公司成立于2007年2月，为沈阳客运集团有限公司和沈阳市安捷客运有限公司共同组建的公交企业，其中沈阳客运集团占51%股权，安捷客运占49%股权。该公司旗下线路均为沈北新区始发的公交线路，所经营线路中，177路虽使用空调车型，但为分段售票模式，只支持现金和二维码扫码支付车费；其余线路均为市区无人售票空调线路，票价2元，均可使用现金、盛京通卡、微信支付宝乘车码和银联闪付（含银行卡、手机闪付及云闪付APP）支付车资。
- 沈阳客运集团有限公司通运巴士运营管理服务中心（客运集团8公司，简称通运巴士）

该公司成立于2012年4月，为国有全资公司，最初为经营沈阳各大型超市免费购物巴士的公司，后于2021年6月起承接前康利巴士业务，经营城市公交。原康利巴士于2001年12月21日成立，为合资公司，最初运营的线路为原客运集团重工分公司所属的前电车线路。2007年6月，前身为陕西掌握集团公司的沈阳掌握（控股）集团整体收购沈阳康利巴士有限公司的9条公交线，并于 2008年奥运会之前更换了部分老旧车辆。2009年3月，康利巴士公司经营权被沈阳客运集团收回，但掌握控股仍拥有康利巴士股权，后因管理调整，康利巴士线路转由通运巴士继续运营，管理班子不变，对外仍称客运集团8公司。该公司所经营线路中，501路为分段售票线路，采用2元起价的分段计费模式，可使用现金、盛京通卡和二维码扫码方式支付车资；其余线路均为市区无人售票空调线路，票价2元，均可使用现金、盛京通卡、微信支付宝乘车码和银联闪付（含银行卡、手机闪付及云闪付APP）支付车资。
- 沈阳康龙城市巴士有限公司（客运集团9公司，简称康龙巴士）

该公司成立于2003年12月，原为独立于客运集团之外的公交企业，后于2018年12月被沈阳客运集团收购，成为客运集团全资公司，运营市区公交线路及沈阳国际软件园接驳车。2023年夏季，该公司管理部门并入通利公司，但对外仍保留康龙巴士及客运集团9公司名称，配车则可与通利公司线路进行任意调动。该公司所经营线路均为市区无人售票空调车，票价2元，均可使用现金、盛京通卡、微信支付宝乘车码和银联闪付（含银行卡、手机闪付及云闪付APP）支付车资。
- 沈阳经纬客运有限公司公交分公司（简称经纬巴士）

该公司成立于2013年1月5日，原为沈阳城投集团旗下沈阳经纬客运有限公司成立的公交企业，2024年3月与原属沈阳客运集团旗下的华龙旅游公司互换管理单位，改属沈阳客运集团，日常管理转由客运集团通运公司负责，配车可根据需要进行调动。该公司所经营线路均为市区无人售票空调线路，票价2元，均可使用现金、盛京通卡、微信支付宝乘车码和银联闪付（含银行卡、手机闪付及云闪付APP）支付车资。
沈阳地铁集团有限公司下辖公司
沈阳地铁集团有限公司旗下共有两家公交企业，其中地铁公交公司由沈阳客运集团和沈阳地铁合资经营，地铁巴士公司由沈阳地铁和沈阳安运集团合资经营。

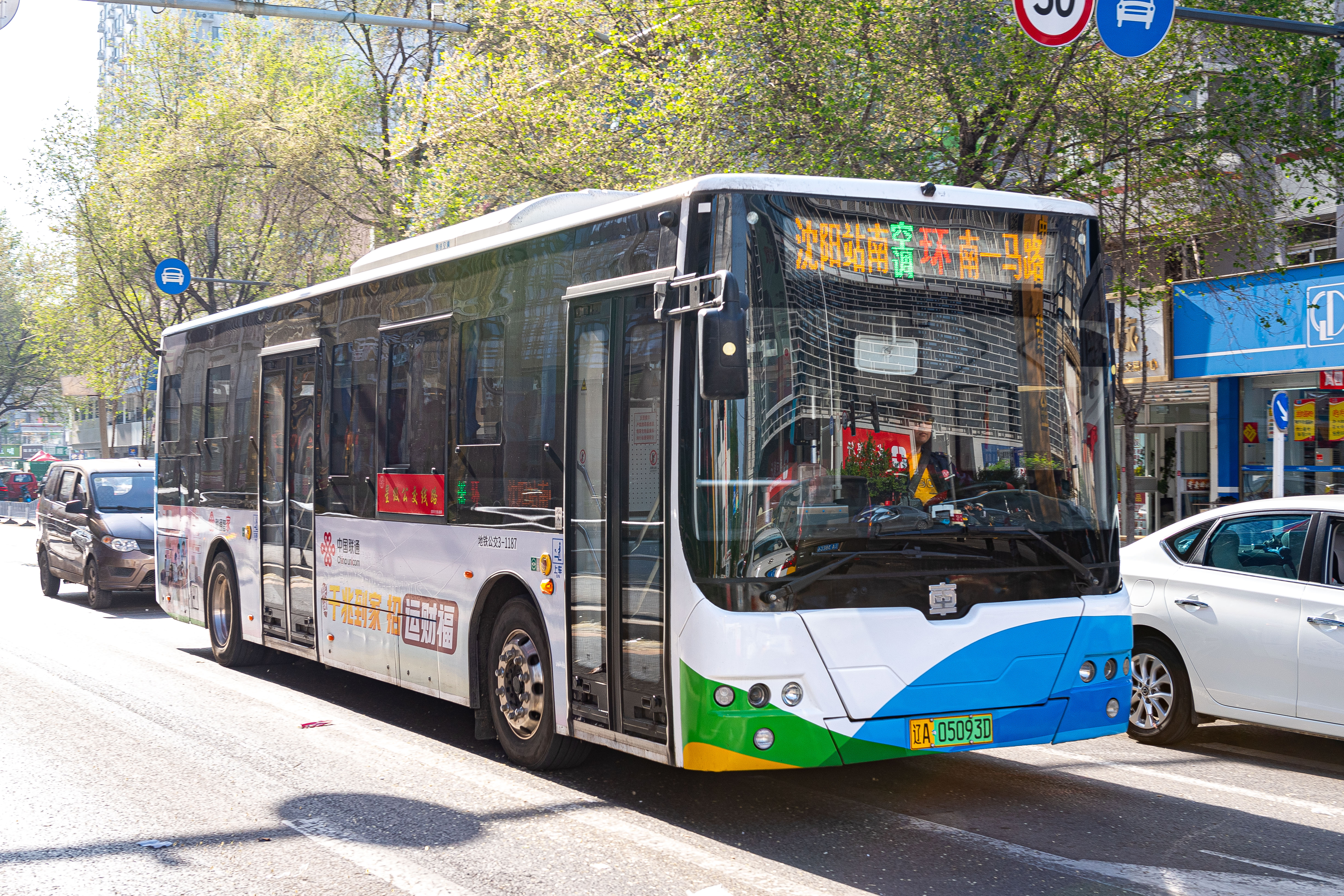
由沈阳地铁公共交通有限公司运营的环路，原为无轨电车

- 沈阳地铁公共交通有限公司（简称地铁公交，原为丰城系公司）

沈阳公交系统先后有4家冠以“丰城”名号的市区公交公司，目前3家仍在运营并在2012年统一整并为沈阳地铁公共交通有限公司进行管理，对外简称地铁公交公司，原“丰城”名头的分公司名称只作为工商登记及招标时名头使用，车辆内部编号上使用“地铁公交1/2/3”进行区分（线路配车不依照内部分公司编号分配，而是按照线路需求分配及动态调整）。
- 沈阳丰城巴士有限公司（丰城巴士）（现为地铁公交1公司）

该公司最初为沈阳客运集团公司与香港丰城有限公司共同开设的中外合作企业。丰城有限公司后来获得公司所有股份并独资运营丰城巴士，客运集团不再占有股份。该公司运营的线路最初均为1999年之前由客运集团东塔及陵东两间电车分公司运营的无轨电车线路，运营线路均经过沈阳市中心的繁华地带，覆盖面广，配车众多且客流量大。2016年，地铁公交公司取得301路新线路经营权后，将该线路内部划归丰城巴士进行管理，同时也是丰城巴士唯一一条非电车时期开通的线路。该公司所经营线路均为市区无人售票空调线路，票价2元，均可使用现金、盛京通卡、盛京通APP（含支付宝及微信乘车码的“沈阳盛京通乘车码”）和银联闪付（含银行卡、手机闪付及云闪付APP乘车码）支付车资。
- 沈阳丰城公共交通有限公司（丰城公交）（现为地铁公交2公司 ）

2001年12月，该公司由香港丰城有限公司与沈阳客运集团共同开设，属于合资经营企业，最初运营线路为客运集团南湖电车分公司的线路，随后逐步开通新公交线路。该公司经营线路均为市区无人售票空调线路，票价2元，均可使用现金、盛京通卡、盛京通APP（含支付宝及微信乘车码的“沈阳盛京通乘车码”）和银联闪付（含银行卡、手机闪付及云闪付APP乘车码）支付车资。
- 沈阳丰城汽车服务有限公司（丰城汽车）（现为 地铁公交3公司）

2003年12月，该公司由丰城巴士有限公司投资成立，最初独立于客运集团之外，直至丰城系公司整并，成为地铁公交公司的一部分。该公司经营线路均为市区无人售票空调线路，票价2元，均可使用现金、盛京通卡、盛京通APP（含支付宝及微信乘车码的“沈阳盛京通乘车码”）和银联闪付（含银行卡、手机闪付及云闪付APP乘车码）支付车资。
- 沈阳丰城客运有限公司（丰城客运，已终止运营）

该公司组建于2001年，在2001年至2005年8月经营由市区北部的金山小区开往南二环新世界花园的空调环保模范线路800路公共汽车，该线路同时也是丰城客运运营的唯一一条公交线路。由于800路开通初期实行2元空调票价，且不能使用当时的公交月票，客流量较少，以致线路和公司亏损严重，因此该公司在2005年8月9日将800路经营权交还安运集团旗下的沈阳康福德高安运巴士有限公司，随后该公司不再经营公交线路，而800路所使用的申沃空调客车最初曾转配给丰城公交、丰城巴士及丰城汽服的多条线路，之后该批车辆被用于开通丰城汽服公司的138路公交车。

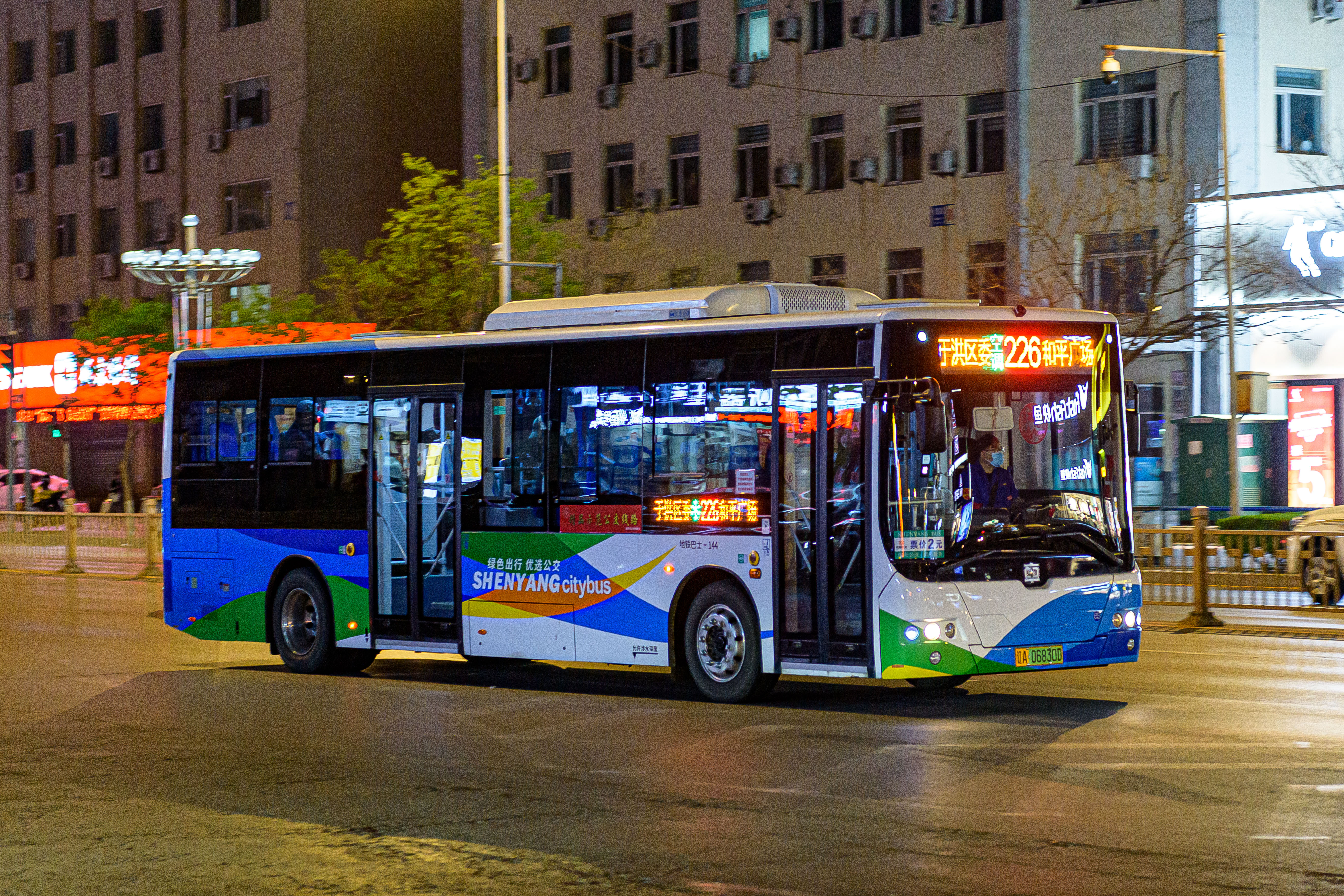
由沈阳地铁巴士公共交通有限公司运营的226路

- 沈阳地铁巴士公共交通有限公司（简称地铁巴士，原为沈阳康福德高巴士有限公司，此前则为客运集团南塔和兴华分公司）[36]

2005年10月28日，沈阳客运集团与新加坡康福德高集团的子公司康福德高（中国）私人有限公司签订《资产转让合同》，成立沈阳康福德高巴士有限公司并收购沈阳客运集团的50条公交线路。2006年原沈阳客运集团南塔公司和沈阳客运集团兴华公司划归该公司运营，并更名为康福德高巴士南区及康福德高巴士西区。原计划客运集团黄河公司也将根据合同划归该公司，但是2006年9月，因黄河公司的公交司机对企业改制不同意而导致企业与外资未能达成最终协议，造成黄河公司没有划归康福德高 。2012年3月16日，沈阳地铁巴士公共交通有限公司成立，该公司由沈阳地铁集团控股、沈阳安运集团参股，其中地铁集团持股90%，安运集团持股10%并派出管理人员，由地铁巴士接管康福德高巴士所辖公司，原康福德高南区更名为地铁巴士南区，原康福德高西区更名为地铁巴士西区。该公司所经营线路均为市区无人售票空调线路，票价2元，均可使用现金、盛京通卡、盛京通APP（含支付宝及微信乘车码的“沈阳盛京通乘车码”）和银联闪付（含银行卡、手机闪付及云闪付APP乘车码）支付车资。
沈阳安运集团下辖公司
沈阳安运集团旗下共有两家公交企业，现时以“安运公交产业”名义统一进行管理，配车也可互相调动。
- 沈阳安运公共交通有限公司（简称安运公交，原为沈阳康福德高安运巴士有限公司）

该公司的前身康福德高安运巴士成立于2004年9月，由新加坡康福德高集团子公司康福德高（中国）公司与沈阳安运集团合资成立，并于2005年开始整并部分原由安运集团运营的租赁性质小公汽线路，同时在原小公汽线路基础上开通市区新公交线路，以及开通填补公交空白区的公交线路。2013年8月，康福德高（中国）公司撤资，安运集团收购原康福德高所占股份后，康福德高安运巴士成为安运集团全资子公司，并更名为沈阳安运公共交通有限公司继续运营。该公司所经营线路均为市区无人售票空调线路，票价2元，均可使用现金、盛京通卡及盛京通移动支付方式、微信支付宝乘车码和银联闪付（含银行卡、手机闪付及云闪付APP）支付车资。
- 沈阳安运巴士有限公司

该公司成立于2007年4月，属于沈阳安运集团独资公交企业，最初运营安运集团旗下租赁性质小公汽线路改造而来的公交线路，随后也开通了多条新公交线路。所经营线路均为市区无人售票空调线路，票价2元（观光巴士票价5元起价），可使用现金、盛京通卡及盛京通移动支付方式、微信支付宝乘车码和银联闪付（含银行卡、手机闪付及云闪付APP）支付车资。
辽宁东运集团下辖公司
辽宁东运集团在沈阳市域范围内共有四家公交运营企业，各运营企业之间互不隶属，但存在相互调车情况。此外，安捷客运集团也有配车支援由其参股的沈北巴士。

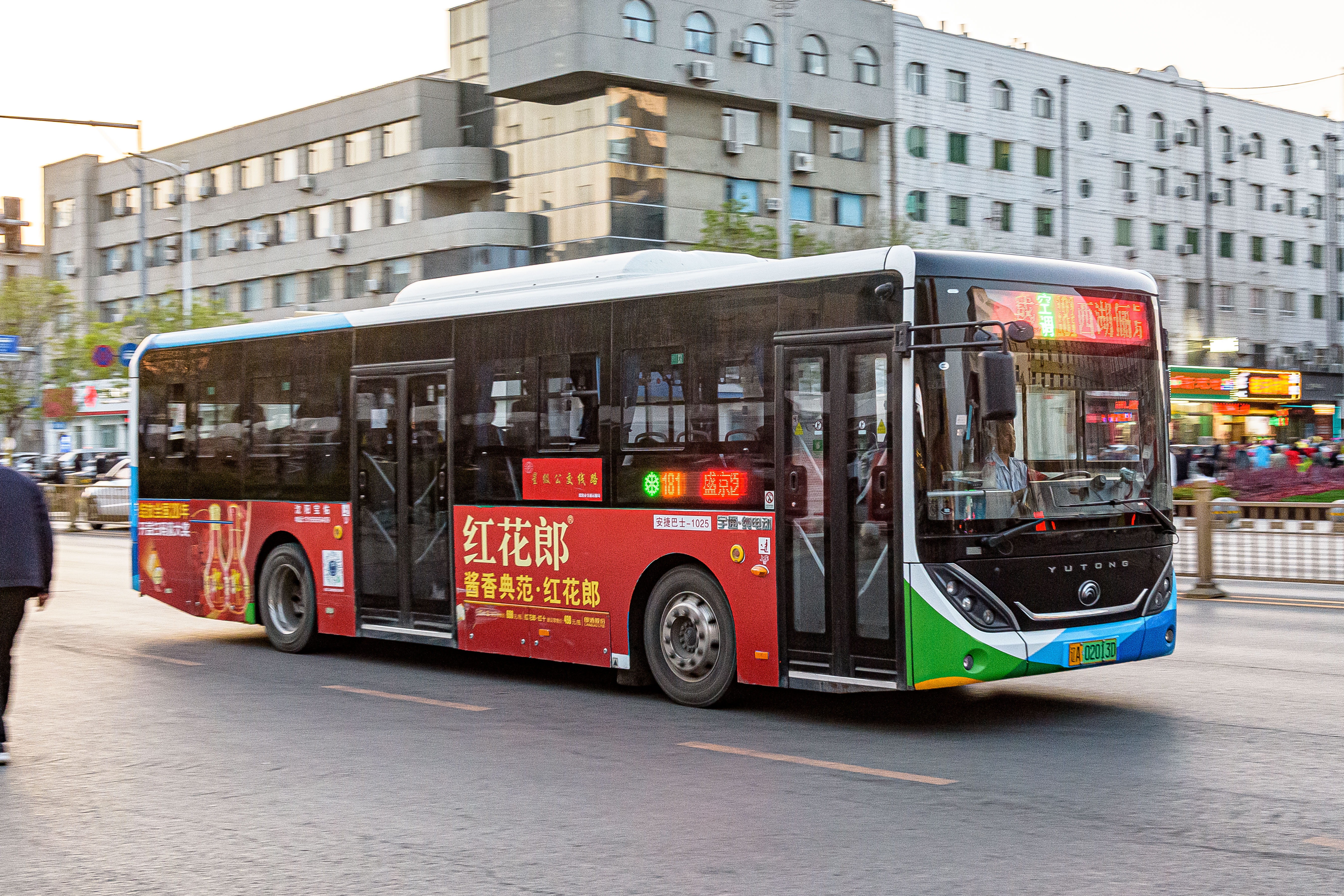
由沈阳安捷巴士有限公司运营的181路

- 沈阳市安捷客运集团有限公司（公交运营部门简称安捷巴士）

沈阳市安捷客运集团有限公司隶属于辽宁东运集团有限公司，其前身为2004年成立的沈阳市安捷客运有限公司。其公交运营部门“沈阳安捷巴士有限公司”成立于2009年5月，是独立于客运集团之外的公交企业，并于2010年取得在沈阳市独立经营公共交通的资质，下设于洪、沈南及沈北分公司。除新开公交线路外，安捷巴士还将于洪区、苏家屯区及沈北新区的多条区域客运线路改造为市区公交线路（实际运营上，安捷巴士的公交部门分属于洪、沈南及沈北三家分公司管理）。安捷客运集团所经营的公交线路既有市区无人售票车（非空调线路票价1元，空调线路票价2元，于洪及沈北分公司线路可使用现金、盛京通卡、微信支付宝乘车码和银联闪付（含银行卡、手机闪付及云闪付APP）支付车资，沈南分公司公交线路可使用现金、同程车票宝二维码及银联闪付等方式支付车资），也有各郊区的区内客运线路（分段售票，部分线路支持扫码支付）。
除经营公交及区内客运线路外，安捷客运集团还经营沈北新区及苏家屯区的区内出租车业务，以及沈阳市域范围的客运车辆租车业务。
- 沈阳市新运客运有限公司（简称新运客运）

该公司成立于2008年，隶属于辽宁东运集团有限公司，经营沈阳市下辖县级市新民市的公交线路及公交化客运线路，该公司经营线路均为空调无人售票车，票价1.5元，可使用现金及同程车票宝二维码方式支付车资。
除经营新民市公交及部分公交化客运线路外，新运客运还经营新民市出租车业务。
- 法库沈安运输有限公司（简称法库沈安公司）

该公司成立于2011年，隶属于辽宁东运集团有限公司，前身是法库县客运公司。该公司除经营沈阳市下辖县法库县的公交线路外，还经营法库县往来沈阳市区及周边区县的客运班线和法库县内农村客运班线。
- 康平祥安运输有限公司（公交运营部门简称祥安公交）

该公司成立于2012年，隶属于辽宁东运集团有限公司，经营沈阳市下辖县康平县的公交线路。
其余公交企业
- 沈阳荣昌巴士有限公司

该公司成立于1997年，最初仅经营333、334两条郊区苏家屯通往沈阳北站的线路。2009年4月，334路拆分为334、335路两条线路，并新开通了近郊白塔堡通往市区马路湾的188路公交。 该公司所经营线路中，333路实行分段售票模式，只可使用现金和二维码扫码付费；其余线路均为市区无人售票空调线路，票价2元，均可使用现金、盛京通卡、微信支付宝乘车码和银联闪付（含银行卡、手机闪付及云闪付APP）支付车资。

### 沈抚城际公交
由于沈阳、抚顺两座城的市区距离很近，且两市交流十分紧密，两市的城际客运十分繁忙。2007年1月，抚顺长途客运有限公司与沈阳喜来多客运公司合股组建的辽宁城际客运有限公司被辽宁省运管局许可为市际班车客运企业，运营沈阳-抚顺之间的“雷锋号”城际公交线路。 2007年5月1日，公交化运营的“雷锋号”正式投入运营，初期开设了3条线路，票价9元。 2010年9月15日起，“雷锋号”改为无人售票，日均运送旅客已达1.6万人以上。 目前雷锋号有多条线路运营，沈阳的主要站点包括沈阳站、沈阳北站、龙之梦枢纽站、珠林桥、马关桥、农业大学、东陵公园、世博园等。抚顺的主要站点包括抚顺南站、石化大学、第七百货、海城街、大官屯等，现行票价15元。
| 沈抚城际线路 | 抚顺始发站   | 运营时间   | 沈阳始发站   | 运营时间   | 中途站 |
| ------------ | ------------ | ---------- | ------------ | ---------- | --- |
| 1号线        | 抚顺南站     | 5:40-20:00 | 沈阳站       | 5:50-22:20 | 三道街、大官屯、海城街、石油研究院、七百商场、石化大学、八纬路、三宝屯、李石开发区、沈阳农业大学、马官桥、榆树屯、保利花园、二〇五、二〇一、珠林桥、皇寺广场、三洞桥、北四马路                                                             |
| 2号线        | 抚顺南站     | 6:20-17:00 | 沈阳站       | 6:20-18:00 | 三道街、大官屯、海城街、石油研究院、七百商场、石化大学、紫龙商场、高湾区政府、皇家极地海洋世界、世博园南门、奥林匹克花园、东陵公园、沈阳农业大学、马官桥、榆树屯、保利花园、二〇五、二〇一、珠林桥、小津桥、市中法、北市场、西塔、北四马路 |
| 3号线        | 抚顺南站     | 5:35-18:00 | 沈阳北站     | 5:50-20:30 | 三道街、大官屯、海城街、石油研究院、七百商场、石化大学、紫龙商场、高湾区政府、皇家极地海洋世界、世博园南门、奥林匹克花园、东陵公园、沈阳农业大学、马官桥、榆树屯、保利花园、二〇五、二〇一、珠林桥、惠工广场                               |
| 4号线        | 抚顺白云商场 | 6:00-13:30 | 沈阳五爱市场 | 7:20-16:20 | 三道街、大官屯、海城街、石油研究院、七百商场、石化大学、八纬路、三宝屯、李石开发区、沈阳农业大学、马官桥、榆树屯、保利花园、二〇五、二〇一、珠林桥、莲花街、鸿翔宾馆                                                                       |

除此之外，沈阳公交的385路可在皇家极地海洋世界与抚顺公交的37路、79路等线路，沈阳386路可在沈抚新城有轨电车站与抚顺107路、108路等线路实现无缝换乘，浑南有轨电车5号线也可直达沈抚示范区范围且换乘抚顺公交，盛京通普通消费卡也可在抚顺公交使用。

## 车票

### 单程车票
沈阳的公共汽车大多数是无人售票车，采取乘客上车自备零钱，在司机的监督下投币乘车的方式。根据规定，投币箱前备有单程车票供需要的乘客自取。
沈阳地铁使用AFC检票售票系统，乘客可通过自动售票机或人工窗口购买单程票，单程票是一种非接触式IC射频卡。持单程票乘车时，乘客刷卡入闸、插卡出闸，出站时车票回收重复使用。

### 盛京通
盛京通可于大部分公交、沈阳地铁、浑南有轨电车及其它支持盛京通消费的地方（如新式公用电话机）使用，还可在加入全国城市一卡通互联互通大平台的77个城市或加入全国交通一卡通互联互通大平台的城市中使用。目前，盛京通普通消费卡、纪念卡和关爱卡可在沈阳市内13个营业网点及43个地铁站自助（通过现金、银行卡、支付宝或微信支付）或人工充值。普通月票卡和学生卡可在13个营业网点及部分地铁站人工充值。充值金额限定为10的整倍数，首次办理时需缴纳20元押金，退卡时退还。此外，盛京通也可以在具有NFC功能的手机上通过官方APP充值。
各种盛京通卡的使用范围及票价如下：
| 卡片类型           | 申领条件                                                | 收费标准                                | 次数限制及有效期                 | 备注                         |
| ------------------ | ------------------------------------------------------- | --------------------------------------- | -------------------------------- | ---------------------------- |
| 普通消费卡         | 任何人均可申领                                          | 公交、地铁及有轨电车基准票价9折         | 不限次数，无有效期               | 同一次乘车可供多人使用       |
| 中小学生消费卡     | 在沈阳市就读的小学至高中学生                            | 公交及地铁基准票价4折，不可乘坐有轨电车 | 不限次数，有效期至学生毕业       | 仅限本人使用                 |
| 学生消费卡         | 在沈阳市就读的小学至高中学生 在沈阳市大学就读的本科学生 | 公交基准票价4折，不可乘坐地铁及有轨电车 | 不限次数，有效期至学生毕业       | 仅限本人使用                 |
| 普通月票卡         | 任何人均可申领                                          | 70元/月                                 | 每次充值当月限乘坐公交车135次1   | 同一次乘车仅限一人使用       |
| 小学生月票卡       | 小学生                                                  | 10元/月                                 | 每次充值当月不限次数乘坐公交线路 | 仅限本人使用                 |
| （特困）学生月票卡 | 低保户家庭学生                                          | 8元/月                                  | 每次充值当月不限次数乘坐公交线路 | 仅限本人使用                 |
| 夕阳红卡           | 70周岁以上的老人                                        | 刷卡免费乘车                            | 不限次数                         | 仅限本人使用，每年需年检一次 |
| 关爱卡             | 限60-69周岁的老人                                       | 公共交通工具基准票价5折                 | 不限次数                         | 仅限本人使用                 |

注释：

盛京通可以使用的沈阳公共汽车线路包括1字头（142、143、144、145、177路除外）、2字头、3字头（333、381、382、383、384、385、386、387、388、389、393、394、395、396、397、398、399路除外）、5字头、800路、V字头（V115路除外）、环路、预备役号专线、浑河雷锋号、观光一线、铁西新区一线、铁西新区二线、浑南新区一线、医大北校区临时专线、雅居乐环线。另外，观光巴士1号线仅可使用普通消费卡。

1 持普通月票卡乘坐一票制计费空调线路，次数计为1次；分段计费空调线路需在上下车时各刷一次卡，按实际乘坐站位数量扣除次数。

### 已停发车票

#### 沈阳城市通

沈阳城市通样卡

沈阳城市通是隶属于沈阳市交通局的沈阳城市通有限公司发行的一种非接触式IC射频卡，俗称“公交IC卡”，发行普通消费卡、普通月票卡、学生卡、小学生月票卡、（特困） 学生月票卡、夕阳红卡和关爱卡7种不同收费标准的卡片。除了可以在沈阳市多数公共汽车上使用外，还可以在沈阳特定的某些餐饮店、书店、美发店、化妆品店、加油站、蛋糕店、药店、电影院和健康体检机构消费。 另外，少数学校还利用各类学生卡开通了“学校通”服务，即在学校校安装城市一卡通读卡器，学生上学、放学时刷卡的同事，家长可以通过网络或手机短信收到学生到校、离校的时间信息。 值得注意的是，沈阳城市通不可以支付沈阳地铁车费。
申领沈阳城市通卡片需交纳24元的押金。押金每卡24元，使用周期4年，在使用周期内退卡的，收取折旧费每卡每月0.50元并退回押金净值；达到使用周期的IC卡可继续使用，退卡时退回全部押金，并不收取折旧费；因损坏或丢失要求补卡的，交纳工本费每卡24元。
目前，所有卡种以“盛京通”名义发售。

#### 地铁储值票（已停发）
沈阳地铁和公共汽车的储值票曾不通用。搭乘沈阳地铁不能使用沈阳“城市一卡通”。搭乘沈阳地铁除购买单程票之外，可以在地铁站人工售票窗口购买储值票，享受相应的票价优惠。沈阳地铁储值票是一种非接触式IC卡，持储值票乘车时，乘客刷卡入闸、刷卡出闸。
在盛京通发行后，普通储值票、老年储值票及老年免费票分别并入盛京通系统的普通消费卡、关爱卡和夕阳红卡系统管理，同时可以乘坐公交车及现代有轨电车。
各种沈阳地铁储值票的申领条件及搭乘地铁列车的收费标准如下：
| 卡片类型     | 申领条件             | 收费标准 | 备注                               |
| ------------ | -------------------- | -------- | ---------------------------------- |
| 普通储值票   | 任何人均可申领       | 95折优惠 | 所有地铁站均有发售                 |
| 老年人免费票 | 70周岁及以上的老年人 | 免费乘车 | 老年人本人在指定地铁站持身份证申领 |
| 老年人储值票 | 60至69周岁老年人     | 半价优惠 | 老年人本人在指定地铁站持身份证申领 |